# Castel Guelfo di Bologna
Castel Guelfo di Bologna ist eine italienische Gemeinde (comune) mit 4506 Einwohnern (Stand 31. Dezember 2023) in der Metropolitanstadt Bologna in der Emilia-Romagna. Die Gemeinde liegt etwa 27,5 Kilometer ostsüdöstlich von Bologna. Östlich fließt der Sillaro.